# Comissari europeu d'interior
El comissari europeu d'interior és un membre de la Comissió Europea. L'actual comissaria és la sueca Ylva Johansson.

## Competències
Malmström va ser la primera commissaria a ocupar aquest càrrec, separat des del 2010 - any de l'assentament de la Comissió Barroso II -del comissari europeu per la justícia, els drets fonamentals i la ciutadania, en l'àmbit del ex-tercer pilar de la Unió europea, segons el Tractat de Maastricht: Justícia i negocis interiors.
El Comissari d'afers interns és el cap de la Direcció general d'afers interns, actualment dirigida per l'italià Stefano Manservisi.
El Comissari d'Interior és el responsable d'impulsar i dirigir les polítiques comunes relatives a la seguretat ciutadana dels europeus i de proveir les mesures necessàries per consolidar-la. Entre les matèries sotmeses a l'àmbit de la seva competència es troben:
- la cooperació policial, tant entre els Estats de la Unió com la d'aquesta amb tercers països, i el seu impuls i reglamentació;
- la lluita antiterrorista a l'interior del territori europeu;
- la repressió del crim organitzat, especialment el de dimensió transfronterera;
- la protecció de dades de caràcter personal o confidencials;
- la protecció civil davant catàstrofes d'origen natural o humà.

## Llista dels comissaris
|   | Nom                   | País       | Període         | Comissió               | Càrrec                                 |
| - | --------------------- | ---------- | --------------- | ---------------------- | -------------------------------------- |
| 1 | Cecilia Malmström     | Suècia     | 2010-2014       | Comissió Barroso II    | Afers interns                          |
| 2 | Dimitris Avramopoulos | Grècia     | 2014-2019       | Comissió Juncker       | Migracions, afers interns i ciutadania |
| 2 | Julian King           | Regne Unit | 2016-2019       | Comissió Juncker       | Unió de la Seguretat                   |
| 3 | Ylva Johansson        | Suècia     | 2019-actualitat | Comissió Von der Leyen | Afers interns                          |